# 燕楽県
燕楽県（えんらく-けん）は中華人民共和国北京市にかつて存在した県。現在の密雲区北東部に相当する。
南北朝時代の北魏により現在の河北省承徳市隆化県に設置された。539年（元象2年）、東魏により現在の密雲区北東部に遷されている。北周には玄州（後の檀州）の州治とされた。
五代十国時代、後梁により廃止され、管轄区域は密雲県に統合された。